# Centru, Cluj-Napoca
Centrul reprezintă principala zonă culturală, financiară, administrativă și comercială a municipiului Cluj-Napoca. Acesta este structurat pe trei mari piețe care formează un triunghi, Piața Unirii (magh. Főtér), Piața Mihai Viteazul (magh. Széchenyi István tér) și Piața Avram Iancu (magh. Bocskai István tér), vechea piață denumită în evul mediu "Piața Gâștelor", unde astăzi se află Catedrala Ortodoxă și Opera Română. Alte piețe sunt Piața Muzeului și Piața Lucian Blaga.
Centrul se invidualizează față de restul orașului printr-o serie de monumente arhitectonice și istorice, clădiri din secolele XVII-XX. Pe laturile străzilor precum Regele Ferdinand, Eroilor, Iuliu Maniu, Napoca, Memorandumului și 21 Decembrie se întind clădiri impresionante în stil baroc, renascentist și gotic. În ultimii ani centrul a fost împodobit cu clădiri moderne precum sedii de bănci și instituții publice. 
Latura comercială este în continuă dezvoltare. Perioada comunistă a interzis dezvoltare rețelei comerciale, însă după 1989, bulevardele în special au fost umplute de magazine de îmbrăcăminte, încălțăminte, bijuterii, parfumuri, autovehicule ș.a.

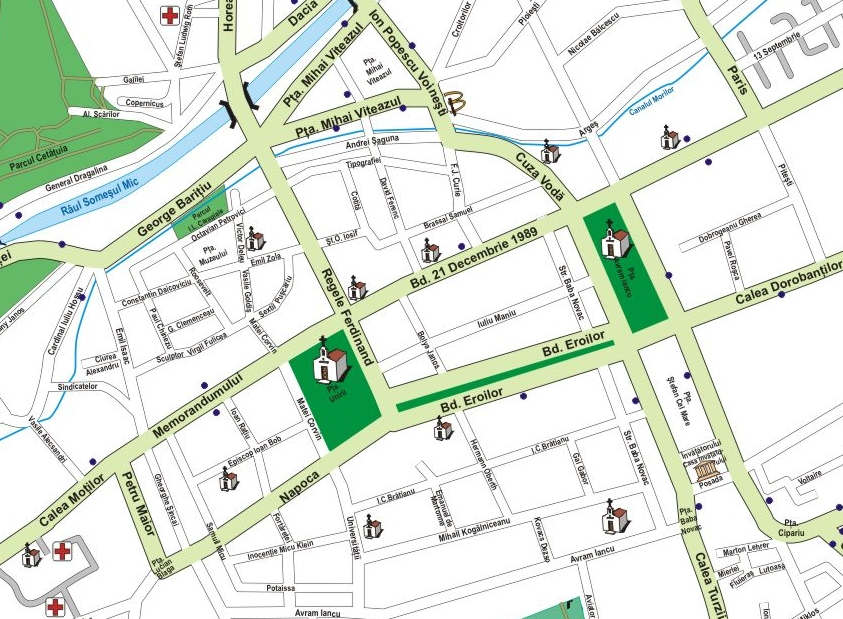
Harta zonei centrale a municipiului Cluj-Napoca

Descrierea centrului nu este completă fără zecile de baruri, cluburi și restaurante. Considerat a fi un loc unde distracția nu se mai termină, a reușit în câțiva ani de democrație să-și impună un stil aparte al vieții de noapte.
Printre monumentele istorice importante se numără "Monumentul Memorandiștilor", "Statuia Lupoaicei", "Statuia lui Matei Corvin" și "Statuia lui Mihai Viteazu". Alte atracții turistice sunt muzeele și galeriile. În centru se află Muzeul de Artă, Muzeul de Istorie, Muzeul de Etnografie și câteva galerii, printre care și Galeria UAP. Cultura este reprezentată și la nivelul centrelor culturale, prin Centrul Cultural German, Centrul Cultural Francez, Centrul Cultural Britanic și Centrul Cultural Sindan.
Centrul vechi al Clujului, format din Piața Unirii - Bulevardul Eroilor este în stadiu de renovare, urmând a fi redefinit și transformat în zonă pietonală. De asemenea, este luată în considerare transformarea în zonă pietonală a străzilor Matei Corvin, Vasile Goldiș, P-ța Muzeului, Str. Bolyai și David Ferencz.

Centrul începând cu latura estică